# Sozialversicherungsentgeltverordnung
Die  Sozialversicherungsentgeltverordnung (SvEV) dient der Vereinfachung des Einzugs der Sozialversicherungsbeiträge. Sie wurde vom Bundesministerium für Arbeit und Soziales aufgrund der Ermächtigung in § 17 Abs. 1 SGB IV  und mit der erforderlichen Zustimmung des Bundesrates erlassen und trat am 1. Januar 2007 in Kraft. Die SvEV löste die frühere Sachbezugsverordnung und die Arbeitsentgeltverordnung (ArEV) ab und fasste ihren Inhalt aus Gründen der Übersichtlichkeit in einer einheitlichen Verordnung zusammen. 
In der SvEV wird definiert, welche Leistungen eines Arbeitgebers an seine Beschäftigten bei der Bemessung der Sozialversicherungsbeiträge nicht angesetzt werden. In Anlehnung an das Steuerrecht gehören dazu insbesondere die meisten steuerfreien Lohnzuschläge. 
Daneben wird in der SvEV festgelegt, mit welchem Wert der Arbeitgeber Kost und Wohnung, die er einen Beschäftigten unentgeltlich zur Verfügung stellt, bei der Verbeitragung des Arbeitsentgelts zu berücksichtigen hat. Um eine unterschiedliche Bewertung im Sozialversicherungsrecht und im Steuerrecht zu vermeiden, sind die Werte für Kost und Wohnung auch bei der Besteuerung anzusetzen (z. B. § 8 EStG Abs. 2 Satz 6).
Die Beträge werden jährlich fortgeschrieben. 2024 gelten monatlich als Sachbezugswerte für freie Kost und Logis: 
- für freie Kost 313 Euro, zusammengesetzt aus 
  - jeweils 124 Euro für Mittag- oder Abendessen
  - und 65 Euro für Frühstück sowie
- für freie Unterkunft, die keine Wohnung ist, 278 Euro.

2025 gelten monatlich als Sachbezugswerte für freie Kost und Logis: 
- für freie Kost 333 Euro, zusammengesetzt aus 
  - jeweils 132 Euro für Mittag- oder Abendessen
  - und 69 Euro für Frühstück sowie
- für freie Unterkunft, die keine Wohnung ist, 282 Euro.

Als Werte für einen Tag gelten 1/30 dieser Beträge. 
Bei Anmeldung einer geringfügigen Beschäftigung im Haushalt im Haushaltsscheckverfahren als Minijob gelten solche Sachbezüge nach § 14 Abs. 3 SGB IV sozialversicherungsrechtlich nicht als Arbeitsentgelt.